# Hörlinge ängar
Hörlinge ängar este o arie protejată (arie specială de conservare — SAC, sit de importanță comunitară — SCI) din Suedia întinsă pe o suprafață de 113,1 ha, integral pe uscat.

## Localizare
Centrul sitului Hörlinge ängar este situat la coordonatele 56°21′59″N 13°51′55″E / 56.3664°N 13.8653°E.

## Înființare
Situl Hörlinge ängar a fost declarat sit de importanță comunitară în ianuarie 2002 pentru a proteja 1 specie de plante și 2 specii de animale. Situl a fost protejat și ca arie specială de conservare în martie 2011.

## Biodiversitate
Situată în ecoregiunea continentală, aria protejată conține 7 habitate naturale: Păduri de fag Luzulo-Fagetum, Pajiști cu Molinia pe soluri calcaroase, turboase sau argilos-nămoloase (Molinion caeruleae), Păduri acidofile de stejar bătrân cu Quercus robur pe câmpii nisipoase, Formațiuni ierboase bogate în specii de Nardus, dezvoltate pe substraturi silicioase în zone montane (și în zone submontane, în Europa continentală), Pajiști fino-scandinave uscate până la mezice, bogate în specii de altitudine mică, Cursuri de apă de la nivel de câmpie la nivel montan, cu vegetație Ranunculion fluitantis și Callitricho-Batrachion, Pajiști uscate europene.
La baza desemnării sitului se află mai multe specii protejate:
- plante (1): Dichelyma capillaceum
- mamifere (1): vidră de râu (Lutra lutra)
- nevertebrate (1): Unio crassus